# Golpe de Estado no Paraguai em 1954
O Golpe de Estado no Paraguai em 1954 ocorreu em maio de 1954 sendo liderado por Alfredo Stroessner, com o apoio de Epifanio Méndez Fleitas, e resultou na derrubada do governo de Federico Chávez. O golpe foi o ponto fulminante de uma série complexa de rivalidades políticas dentro do Partido Colorado. Aproximadamente 25 pessoas foram mortas durante o putsch, que ajudaria a abrir caminho para a eleição de Stroessner como presidente do Paraguai no final daquele ano.

## Antecedentes
Na década de 1950, a estabilidade social e política do Paraguai tinha sido fortemente corroída devido a mais de duas décadas de crises, incluindo a Segunda Guerra Civil Paraguaia, a Guerra do Chaco e as simpatias pró-Partido Nazista do ex-presidente Higinio Morínigo.  O presidente Federico Chávez, que havia declarado o estado de emergência e iniciado uma repressão contra os seus adversários políticos pouco depois de assumir o cargo, enfrentou uma situação econômica incerta no Paraguai e recorreu ao presidente do Banco Central, Epifanio Méndez Fleitas, para encabeçar uma recuperação econômica nacional.  As tentativas de Méndez de convencer Chávez a buscar apoio do governo argentino sob Juan Perón mostraram-se impopulares entre os elementos conservadores do Partido Colorado e Méndez foi pressionado a renunciar em janeiro de 1954.  Apesar de sua saída, Méndez continuou a desfrutar do apoio de algumas facções do partido, bem como do Major do Exército Virgilio Candia, de um deputado comandante da cavalaria coronel Néstor Ferreira. Ferreira era, ele próprio, um forte defensor do presidente Chávez.  Além dessa rivalidade entre os apoiantes de Chávez e os defensores de Méndez, os chamados epifanistas, uma rivalidade secundária começaria a se desenvolver entre o governo e o Exército devido à decisão de Chávez de equipar a Polícia Nacional com armamento pesado, a qual foi cumprida com desgosto pelo comandante do Exército, o general Alfredo Stroessner.

## Putsch
Em 3 de maio de 1954, Ferreira ordenou a prisão de Candia devido a suspeitas de sua conspiração contra Chávez. Isso proporcionou a oportunidade para Stroessner propor uma aliança entre o Exército e os epifanistas contra o governo.
O golpe teve início por volta das 20h em 4 de maio de 1954, com um ataque à sede da polícia em Assunção por comandos de elite do Batalhão 40 do exército paraguaio, liderado por Mario Ortega. Durante a investida, o jovem chefe de polícia, Roberto Pettit, foi baleado e, apesar de ter sido imediatamente evacuado pelas forças do exército atacante para um hospital, morreu devido aos seus ferimentos. O presidente Chávez inicialmente buscou refúgio dentro do Colégio Militar Francisco López e ofereceu para promover seu diretor, Marcial Samaniego, a chefia do exército paraguaio. Samaniego, no entanto, era um velho amigo de Stroessner e respondeu à oferta prendendo imediatamente Chávez.
Durante uma sessão de emergência da liderança do Partido Colorado convocada em 5 de maio, Chávez foi solicitado a renunciar formalmente a presidência. A renúncia de Chávez levaria o presidente do Partido Colorado, Tomás Romero Pereira, a se tornar presidente interino.

## Consequências
O Partido Colorado nomearia Stroessner como seu candidato a presidente em uma eleição em 11 de julho, a qual ele venceria.
O partido considerou a presidência de Stroessner como uma solução temporária para suas brigas e indecisões internas, e planejava posteriormente substituí-lo. Stroessner não possuía nenhuma base de apoio dentro do partido, que estava dividido entre os apoiantes de Chávez e os apoiantes de Méndez. Ao longo dos próximos três anos, como parte de um esforço para consolidar sua posição, Stroessner trabalhou para marginalizar os líderes das duas facções do partido. Embora Méndez fosse brevemente reinstalado como presidente do Banco Central por Stroessner, logo em seguida seria novamente forçado a renunciar. Em 1955, tentaria reunir seus partidários dentro do Exército para depor Stroessner, porém o conluio falhou e ele foi pressionado a deixar o país.   Virgilio Candia foi promovido para o cargo de seu antigo chefe, Néstor Ferreira, como comandante da cavalaria, mas também enfrentou a demissão junto com outros oficiais epifanistas. O presidente deposto, Chávez, entretanto foi enviado à França como embaixador paraguaio.
O tenente-coronel Mario Ortega, comandante do Batalhãon 40, foi nomeado novo chefe de polícia, o primeiro em uma longa fila de militares do exército a liderar as instituições policiais paraguaias. Nestor Ferreira foi brevemente preso, mas depois libertado e recebeu o comando do corpo de oficiais de reserva, um cargo que ele ocupou até sua aposentadoria. O ex-presidente interino, Romero, atuaria como ministro do gabinete sob Stroessner, que lideraria o Paraguai por 34 anos.